# Ghicon

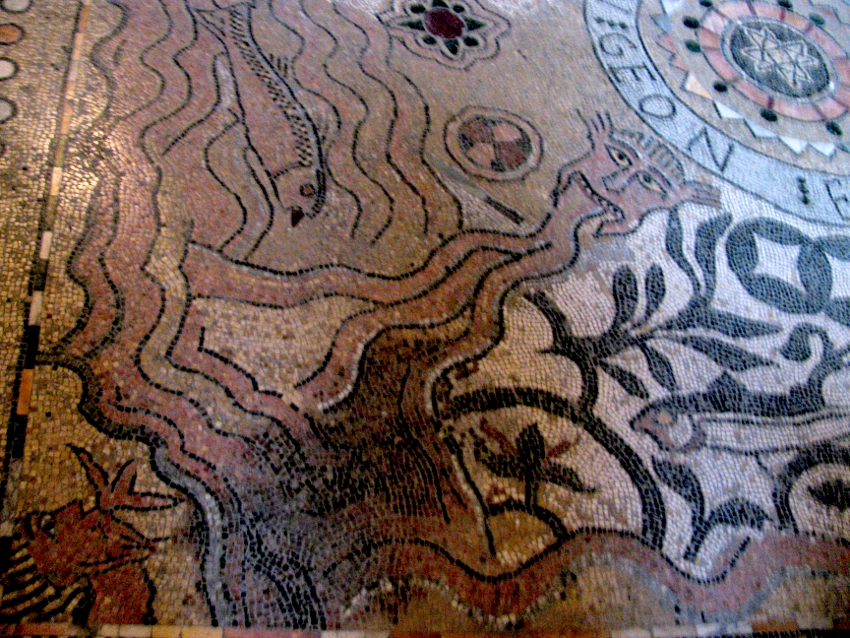
Il fiume Ghicon in un mosaico francese del XII sec.

Ghicon, o Gihon, è il nome del secondo fiume menzionato nel secondo capitolo del libro biblico della Genesi. Viene indicato come uno dei quattro fiumi (assieme a Tigri, Eufrate e Pison) che escono dal Giardino dell'Eden diramandosi da un singolo fiume che scorreva all'interno. Il nome (Giħôn in ebraico גיחון‎?) può essere interpretato come "prorompe, sgorga".

## Storia
Il Ghicon viene descritto come "circondante l'intera terra di Cush", un nome associato all'Etiopia anche in altre parti della Bibbia o regno di Kush. Questo è uno dei motivi per cui gli etiopi hanno da tempo individuato il Ghicon (Giyon) con il fiume Abay (Nilo Azzurro), che circonda l'ex regno di Gojjam. Da un punto di vista geografico corrente questo sembrerebbe impossibile, dal momento che gli altri due fiumi che secondo le sacre scritture uscivano dall'Eden, il Tigri e l'Eufrate, sono in Mesopotamia. Tuttavia, lo studioso Edward Ullendorff ha scritto a sostegno di questa identificazione. La città dell'area della Mesopotamia che meglio si associa a questa descrizione è Kish (derivato da Kush o Cush) ubicata in pianura e somigliante ad un settore che viene ripetutamente invaso dai fiumi Eufrate e Tigri.
Studiosi del XIX secolo, moderni ed arabi hanno ipotizzato di individuare la "terra di Cush" con l'Hindu Kush e Ghicon con l'Amu Darya (Jihon/Jayhon dei testi islamici). L'Amu Darya era noto agli scrittori islamici del medioevo come Jayhun o Ceyhun in lingua turca. Derivava da Jihon, o Zhihon come è ancora oggi conosciuto dai Persiani.
Lo storico ebreo del I secolo, Flavio Giuseppe associava il fiume Ghicon al Nilo.
Il Ghicon è stato anche individuato come l'attuale fiume Aras della Turchia. 
Juris Zarins ha identificato il Ghicon con il Karun in Iran e Kush con le terre dei Cassiti.